# برانکو بیلی
برانکو بیلی (انگلیسی: Bronco Billy) یک فیلم به کارگردانی کلینت ایستوود است که در سال ۱۹۸۰ منتشر شد.

## بازیگران
- کلینت ایستوود
- سوندرا لوک
- جفری لوئیس
- بیل مک‌کینی
- دان وادیس
- والت بارنز
- هنک وردن